# Plošni element
Plošni element je vrsta konstrukcijskog elementa gledano s geometrijskog stajališta. Karakterizira ga jedna dimenzija, debljina koja mu je zanemarivo mala u odnosu na druge dvije, stoga im je proračunska shema konstrukcije svediva na srednju ravninu ili srednju plohu. 
Plošnim nazivamo konstrukcije s plošnim elementima premda se u većini radi o kombiniranim konstrukcijama koje uz plošne sadrze i štapne elemente. Vrsta plošnih elemenata i konstrukcija su zidovi, ploče, naborane konstrukcije, ljuske, konstrukcije od platna i dr.